# 全民挺明福
全民挺明福（英语：Malaysians for Beng Hock；马来语：Rakyat Menyokong Beng Hock；淡米尔语：பெங் ஒக்கிற்காக மலேசியர்கள்），一个呼吁为赵明福坠楼死亡案件寻求真相的马来西亚社会运动组织，成立于2010年8月。目前，主席是赵明福的妹妹赵丽兰。

## 赵明福坠楼死亡案件
2009年7月15日，马来西亚雪兰莪州民主行动党行政议员欧阳捍华的助理赵明福，以证人身份被带到反贪局协助调查一宗选区拨款事件。隔天下午，赵明福坠楼死亡。反贪会在较后召开的记者会中宣称，反贪会对赵明福的审讯在7月16日凌晨3时45分已经结束，是死者自己要求留在反贪局办公室过夜，至于他何时离开进而坠楼身亡，没有人知道。赵明福坠楼案件充满疑点，社会议论纷纷，政府在民众的愤怒要求下保证警方将查明真相。

## “全民挺明福”运动成立背景
赵明福坠楼死亡案件发生一年余，一群关心此案的马来西亚公民，对于验尸庭迟迟未能调查出赵明福的死亡真相感到不满。为了号召更多人给予赵家支持，所以他们决定发起全民挺明福运动，要求政府找出真凶，将凶手绳之以法。同时，他们也希望马来西亚政府改革法律与执法机关，实现一个没有酷刑的社会，让人人有免于恐惧的自由。“全民挺明福”组织成立后，通过多种方式为赵明福之死寻找真相，其中包括在全马各地收集公众人士的签名，促请有关当局成立皇家调查委员会以调查赵明福死因。

## 外部衔接
- “全民挺明福”官方网站（页面存档备份，存于）